# Lepidium davisii
Lepidium davisii är en korsblommig växtart som beskrevs av Reed Clark Rollins. Lepidium davisii ingår i släktet krassingar, och familjen korsblommiga växter. Inga underarter finns listade i Catalogue of Life.